# Careproctus ovigerus
Careproctus ovigerus es una especie de pez del género Careproctus, familia Liparidae. Fue descrita científicamente por Gilbert en 1896.
Se distribuye por el Pacífico Nororiental: frente al norte de la Columbia Británica. La longitud estándar (SL) es de 43,1 centímetros. Puede alcanzar los 2910 metros de profundidad.
Está clasificada como una especie marina inofensiva para el ser humano.